# Khargapur
Khargapur é uma cidade e uma nagar panchayat no distrito de Tikamgarh, no estado indiano de Madhya Pradesh.

## Geografia
Khargapur está localizada a 24° 49′ N, 79° 09′ L. Tem uma altitude média de 305 metros (1000 pés).

## Demografia
Segundo o censo de 2001, Khargapur tinha uma população de 12 412 habitantes. Os indivíduos do sexo masculino constituem 53% da população e os do sexo feminino 47%. Khargapur tem uma taxa de literacia de 50%, inferior à média nacional de 59,5%: a literacia no sexo masculino é de 59% e no sexo feminino é de 40%. Em Khargapur, 18% da população está abaixo dos 6 anos de idade.